# Èsquil
|  | Per a altres significats, vegeu «Èsquil (desambiguació)». |

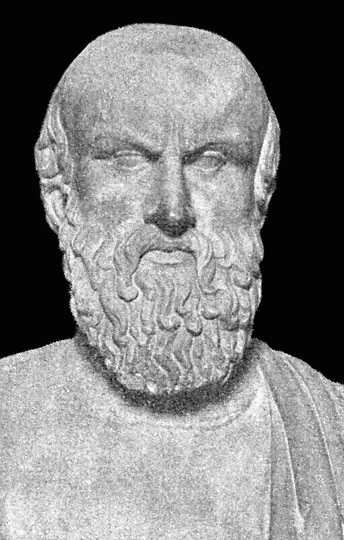
Èsquil

Èsquil (en grec antic: Αἰσχύλος, Aiskhúlos o Aiskhýlos, Eleusis, c. 525/524, Gela 456/455 aC) fou un dramaturg grec. Predecessor de Sòfocles i Eurípides, és considerat el creador de la tragèdia grega.

## Biografia
Èsquil va néixer a Eleusis, a l'Àtica, lloc en què se celebraven els misteris d'Eleusis. Pertanyia a una noble i rica família de terratinents. Al llarg de la seva joventut, va ser testimoni de la fi de la tirania dels pisistràtides a Atenes i va ser un dels «maratonians»: lluità en les guerres contra els perses en la batalla de Marató (490 aC), en la de Salamina (480 aC) i, possiblement, en la de Platea.
Alguna de les seves obres, com Els perses (472 aC) o Els set contra Tebes (467 aC), són el resultat de les seves experiències de guerra. Va ser, també, testimoni del desenvolupament de la democràcia atenesa. En Les suplicants (490 aC), hom pot detectar la primera referència que es fa al poder del poble i la representació de la creació de l'Areòpag, tribunal encarregat de jutjar els homicides. En Les eumènides (478 aC), troba suport la reforma d'Efialtes (462 aC), transferència dels poders polítics de l'Aeròpag al Consell dels Cinc-Cents. Va ser acusat d'haver revelat els misteris d'Eleusis, per la qual cosa va ser jutjat i absolt.
Viatjà a Siracusa, Sicília, convidat pel tirà Hièron, per al qual produí Les dones d'Etna, en honor de la nova ciutat d'Etna que aquest havia fundat, i va posar de nou en escena Els perses. Després de la representació de L'Orestea (458 ac) va tornar a visitar Sicília, on va morir a Gela (456 aC-455 aC). Va tenir un fill, Eufori, que, com ell, va ser un poeta tràgic.
Escrigué 73 peces (algunes fonts les xifren en 90); aconseguí la seva primera victòria en composició dramàtica el 484 aC, i foren els seus rivals Pratines, Phrynichos i Choerilos d'Atenes. Només va ser vençut per Sòfocles l'any 468 aC. De la importància de la seva obra, en dona fe el fet que es permetés que les seves obres fossin representades i presentades a l'agó (certamen) els anys posteriors a la seva mort, juntament amb les dels dramaturgs vius; un honor excepcional, ja que era costum que les obres dels autors difunts no es poguessin presentar a l'agó. De tota la seva obra, només es conserven set peces, sis d'aquestes premiades, i substanciosos fragments d'altres tantes.
Malgrat la importància de la seva obra, al seu epitafi, Èsquil no va ser recordat com a poeta o dramaturg, sinó pel seu valor en la Batalla de Marató:
| Αἰσχύλον Εὐφορίωνος Ἀθηναῖον τόδε κεύθει μνῆμα καταφθίμενον πυροφόροιο Γέλας· ἀλκὴν δ’ εὐδόκιμον Μαραθώνιον ἄλσος ἂν εἴποι καὶ βαρυχαιτήεις Μῆδος ἐπιστάμενος. | Aquesta tomba amaga la pols d'Èsquil, fill d'Eufori i orgull de la fèrtil Gela. Del seu valor, Marató en va ser testimoni, i els medes de llarga cabellera, que en van tenir massa, d'ell. |  |

Una llegenda sobre la seva mort explica que, mentre era hoste del rei Heró a Gela (Sicília), un trencalòs va confondre el seu cap calb amb una pedra contra la qual va llançar una tortuga a fi de trencar-ne la closca. L'ocell va encertar de ple i va matar Èsquil.

## Obra

### Aspectes generals
Èsquil gaudia realitzant trilogies lligades; els primers tres drames d'una seqüència de quatre dramatitzaven episodis consecutius del mateix mite i el drama satíric que seguia contenia una història relacionada amb aquests. En la presentació als concursos, es representaven tres tragèdies a més d'un drama satíric (per trencar tensió). Després de la seva època, la trilogia lligada va romandre com a opció ocasional, mentre que moltíssimes posades en escena consistien en quatre drames independents.
Els perses (472 aC), Els set contra Tebes i Les suplicants són drames de dos actors, ja que va ser Èsquil qui va introduir el segon actor en escena, disminuint la intervenció dels cors i fent possible el diàleg i l'acció dramàtica. Els diàlegs principals són fonamentalment entre personatges i cor, amb una gran varietat d'esquemes estructurals i un ritme d'acció més aviat lent. Aquest és un dels trets principals de l'arcaisme del teatre d'Èsquil. En L'Orestea (Agamèmnon, Les coèfores i Les eumènides), Èsquil disposa de Skene, d'Ekkylkema, de Mechane i d'un tercer actor, com veiem en l'escena de l'Agamèmnon, en què apareixen en un agó Agamèmnon i Clitemnestra, i hi és present, en silenci, Cassandra.
L'interès central dels drames d'Èsquil es troba, principalment, en la situació i en el seu desenvolupament, més que no en els personatges. El personatge que ha estat més treballat per l'autor és Clitemnestra en L'Orestea. Els cors esquilis gairebé sempre gaudeixen d'una personalitat forta i peculiar, les seves paraules, juntament amb la música i la dansa, contribueixen a cridar l'atenció sobre els profunds temes del teatre d'Èsquil, determinant el to de tot el drama. Els cors esquilis tenen sovint una importància substancial sobre l'acció. Les danaides i les erínies són, de fet, les principals protagonistes dels seus drames.
L'estil líric d'Èsquil és clar, però amb una forta tendència a l'arcaic i amb trets homèrics. Sobresurten a presentar models de llenguatge i d'imatges, metàfores, símils, camps semàntics determinats, elaborant-los fins als detalls més mínims i mantenint-los al llarg de tot el drama o de la trilogia. Una altra característica peculiar n'és el decòrum tràgic: el protagonista s'ha d'expressar tal com el que és; per exemple, en el cas d'Agamèmnon, aquest ha de parlar com ho faria un heroi tràgic.
També és audaç i està dotat d'una gran imaginació a l'hora d'aprofitar els aspectes visuals dels seus drames. El contrast entre el vestit de la reina persa en entrar a la seva carrossa i la tornada de Xerxes vestit només amb parracs; la caòtica entrada del cor en els Set contra Tebes; les danaides d'aspecte africà, vestides exòticament; el seu enfrontament amb els soldats egipcis, la catifa púrpura que conduirà Agamèmnon a la mort; les erínies en escena, la processó que conclou en l'Orestea, etc., demostren el seu domini de la tècnica teatral i l'escenografia.

### Temes i elements fonamentals

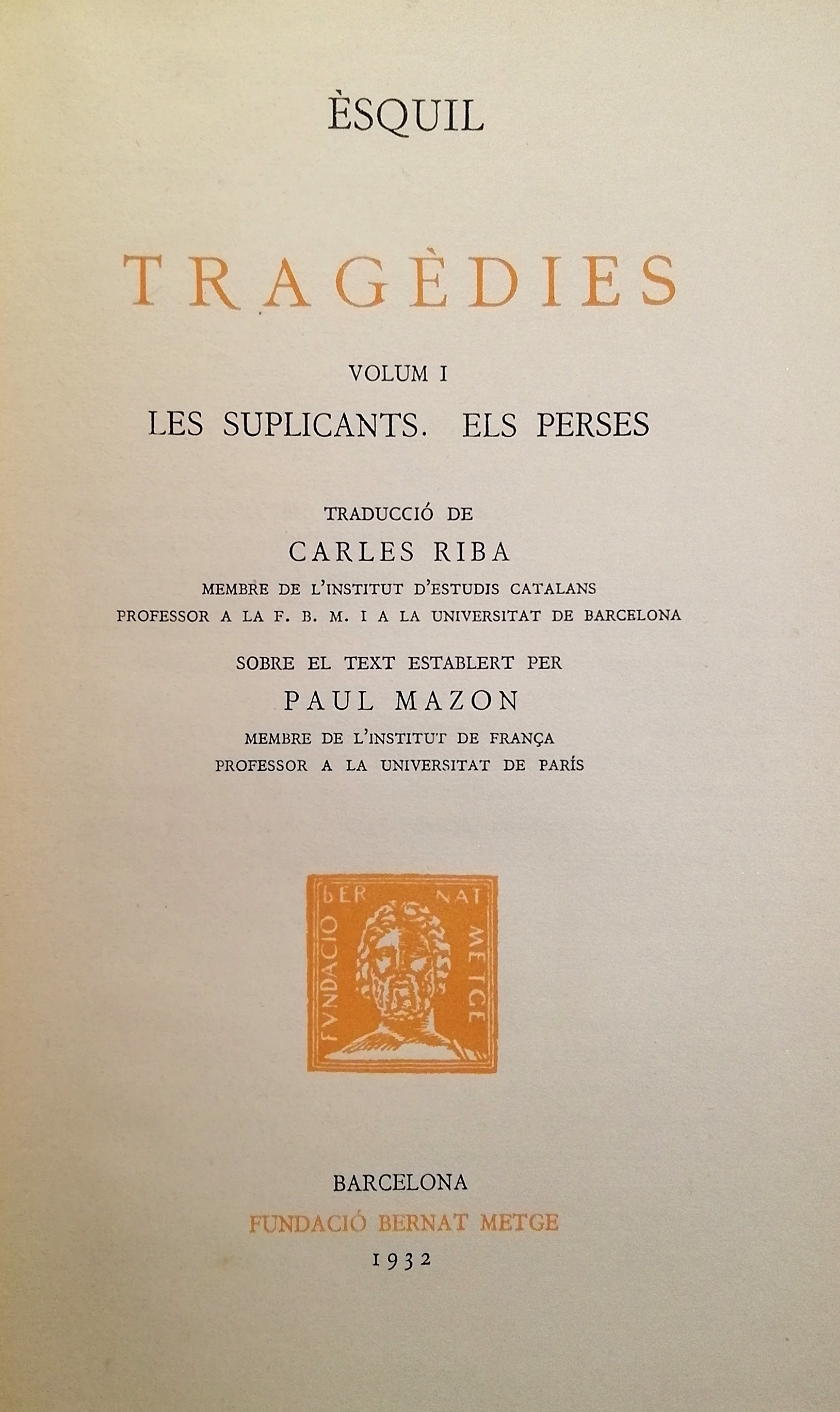
Tragèdies: Les Suplicants - Els Perses d'Èsquil. Traducció catalana publicada a Barcelona per la Fundació Bernat Metge l'any 1932

El patiment humà és el tema principal del teatre esquili, un patiment que condueix el personatge cap al coneixement (s'ha de recordar la màxima del pathei mathos, el coneixement mitjançant el patiment) i que no està renyit amb una forta creença en la justícia final dels déus. En la seva producció, el patiment humà té sempre causa directa o indirecta en una acció malvada o insensata que condueix a la desgràcia dels protagonistes, però que pot haver estat heretada per ells mateixos. És fonamental, pel que fa a aquest aspecte, la força del genos, de l'herència de la culpa i dels llaços de sang, que provoca que els errors dels avantpassats siguin heretats pels protagonistes mítics actuals, com s'esdevé en l'enfrontament entre Atreu i Tiestes, que entela les existències d'Agamèmnon, Egist i, més tard, d'Orestes. En conseqüència, de vegades es tracta de víctimes indirectes que, en alguns casos, incorren per elles mateixes en una culpa més gran o més petita, però moltes de les quals són completament innocents.
Un element clau en el teatre esquili és la substitució, en l'escena final, de la persuasió en lloc de l'ús de la violència, com veiem en L'Orestea. Gairebé sempre, els déus són severs i implacables i els mortals són presoners sense esperança malgrat que puguin escollir com afrontar llur propi destí. En les seves darreres produccions, hi sobresurt un concepte diferent de la divinitat, com ocorre en L'Orestea, en què els déus d'Agamèmnon i de Les coèfores es converteixen en eumènides, en responsables i afectuosos protectors dels mortals que ho mereixen.
Èsquil està molt interessat en la vida comunitària de la polis i totes les seves obres conservades tenen aspectes visiblement polítics. Sembla ser un gran defensor de la democràcia, un món els elements del qual apareixen per primer cop en les Suplicants. En tots els drames d'Èsquil, apareix el contrast entre l'individu potent i dedicat als seus interessos i els actes del qual, sovint irresponsables, amenacen a arruïnar-lo, i la comunitat, que hauria de tenir el control de si mateixa i les accions col·lectives de la qual asseguren la salvació general.

### Obra conservada
- Els perses, 472 aC
- Els set contra Tebes, 467 aC
- Les suplicants, 463 aC

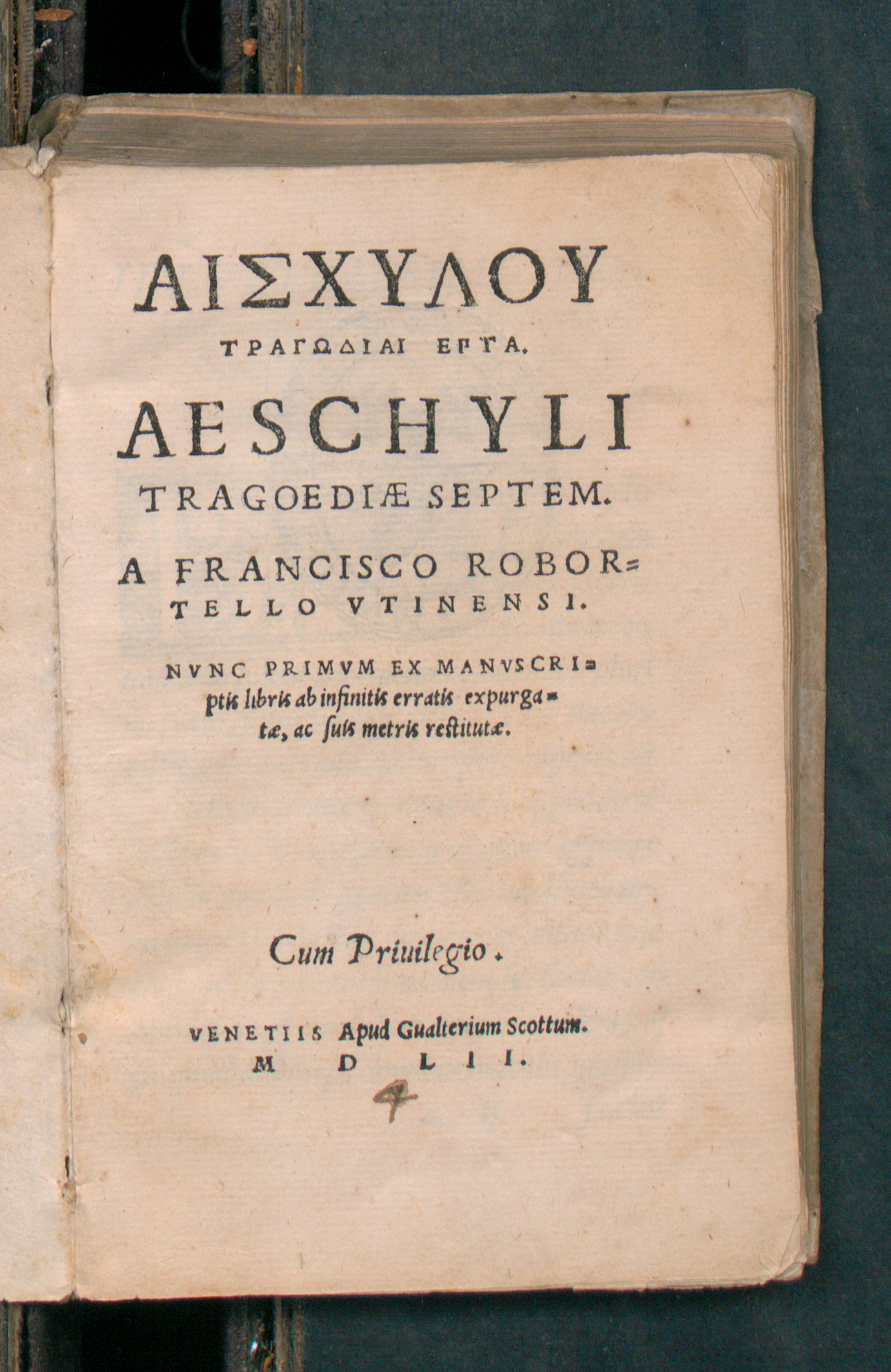
Aeschyli Tragoediae septem, 1552

- L'Orestea, 458 aC, trilogia que inclou: 
  - Agamèmnon (obra a la qual el compositor Hubert Parry (1848-1918) posà música)
  - Les coèfores
  - Les eumènides
- Prometeu encadenat (autoria en discussió)

## Influència

### Influència en el drama i la cultura grecs

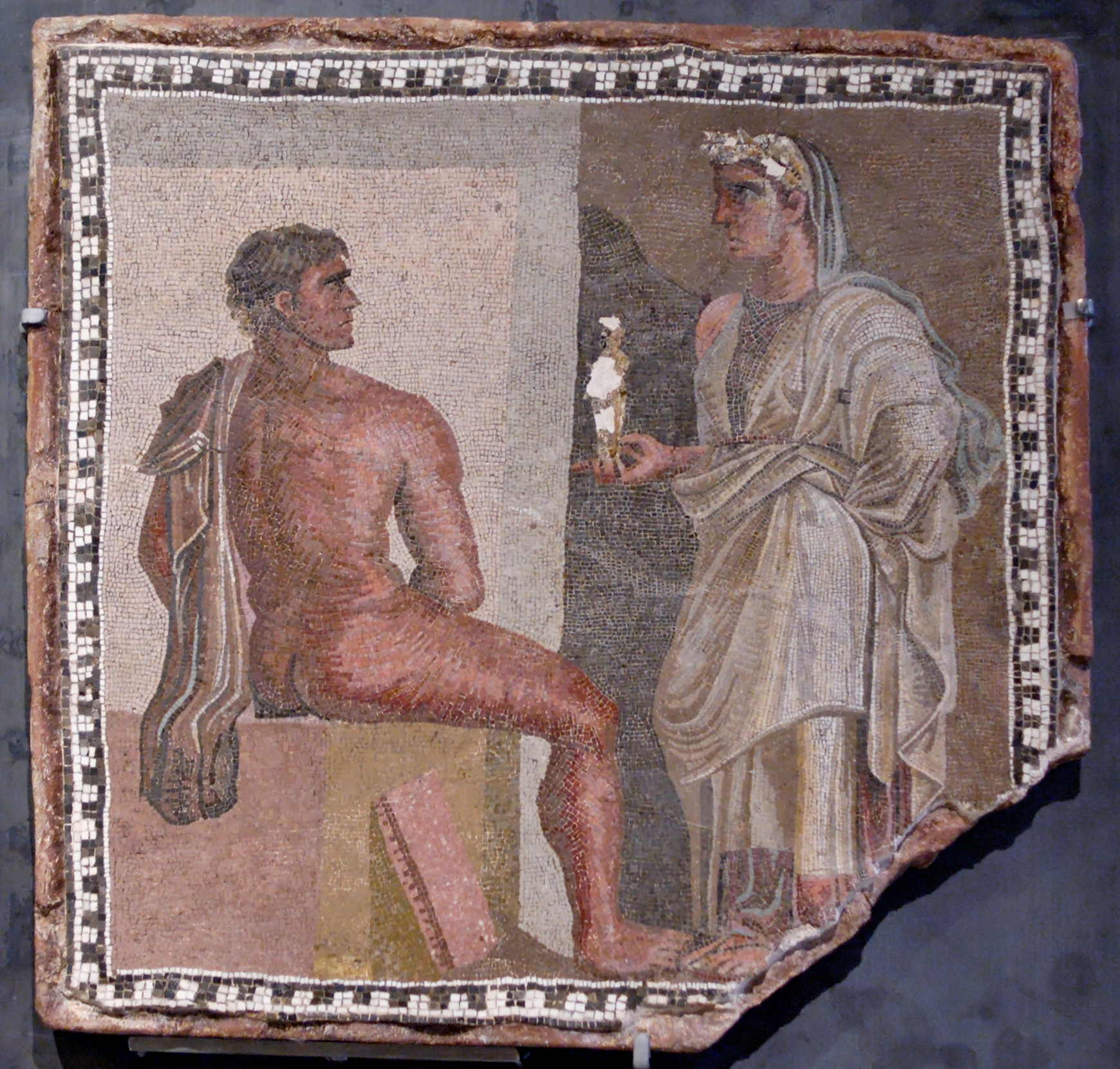
Mosaic d’Orestes, personatge principal de l'única trilogia supervivent d'Èsquil, L'Oresteia

El teatre tot just començava a evolucionar quan Èsquil va començar a escriure-hi. Els primers dramaturgs com Thespis ja havien ampliat el repartiment per incloure un actor que podia interactuar amb el cor. Èsquil va afegir un segon actor, permetent una major varietat dramàtica, mentre que el cor va tenir un paper menys important. De vegades se li atribueix la introducció de l'escenografia, o la decoració d'escenes, encara que Aristòtil dóna aquesta distinció a Sòfocles. També es diu que Èsquil va fer que els vestits fossin més elaborats i dramàtics, i va fer que els seus actors portés botes de plataforma (cothurni) per fer-los més visibles per al públic. Segons un relat posterior de la vida d'Èsquil, el cor de Fúries a la primera representació de les Eumènides va ser tan aterridor quan van entrar que els nens es van desmaiar i els patriarques van orinar i les dones embarassades van començar a part.
Èsquil va escriure les seves obres en vers. No hi ha cap violència a l'escenari. Les obres tenen una distància de la vida quotidiana a Atenes, relatant històries sobre els déus, o ambientades, com Els perses, molt lluny. L'obra d'Èsquil té un fort èmfasi moral i religiós. La trilogia d'Oresteia es va concentrar en la posició dels humans al cosmos en relació amb els déus i la llei divina i el càstig diví.
La popularitat d'Èsquil és evident en els elogis que li fa el dramaturg còmic Aristòfanes a Les granotes, produïda uns 50 anys després de la mort d'Èsquil. Èsquil apareix com un personatge de l'obra i afirma, a la línia 1022, que el seu Set contra Tebes va fer que tothom que ho veiés s'estirés per fer la guerra. Afirma, a les línies 1026–7, que amb Els perses va ensenyar als atenesos a desitjar sempre derrotar els seus enemics. Èsquil continua dient, a les línies 1039ff., que les seves obres van inspirar als atenesos a ser valents i virtuosos.

### Influència fora de la cultura grega
Les obres d'Èsquil van ser influents més enllà del seu temps. Hugh Lloyd-Jones crida/anomena/anomena l'atenció sobre la reverència de Richard Wagner per Èsquil. Michael Ewans argumenta en el seu Wagner i Èsquil. The Ring and the Oresteia (Londres: Faber. 1982) que la influència va ser tan gran que mereixia una comparació directa personatge per personatge entre l'Anell de Wagner i l'Oresteia d'Èsquil. Però un crític d'aquest llibre, tot i no negar que Wagner llegia i respectava Èsquil, ha qualificat els arguments de poc raonables i forçats.
JT Sheppard argumenta a la segona meitat del seu Esquil i Sòfocles: El seu treball i influència que Èsquil i Sòfocles han tingut un paper important en la formació de la literatura dramàtica des del Renaixement fins a l'actualitat, concretament en el drama francès i isabelí. També afirma que la seva influència va anar més enllà del drama i s'aplica a la literatura en general, citant Milton i els romàntics.
Mourning Becomes Electra (1931), d'Eugene O'Neill, una trilogia de tres obres ambientades a Amèrica després de la Guerra Civil, està inspirada en l'Oresteia. Abans d'escriure la seva trilogia, O'Neill havia estat desenvolupant una obra sobre Èsquil, i va assenyalar que Èsquil «va canviar tant el sistema de l'etapa tràgica que té més pretensions que ningú per ser considerat com el fundador (pare) de la tragèdia».
Durant la seva campanya presidencial el 1968, el senador Robert F. Kennedy va citar la traducció d'Èsquil d’Edith Hamilton la nit de l'assassinat de Martin Luther King Jr. Kennedy va rebre una notificació de l'assassinat de King abans d'una parada de campanya a Indianàpolis, Indiana, i se li va advertir que no assistís a l'esdeveniment a causa del temor de disturbis de la multitud majoritàriament afroamericana. Kennedy va insistir a assistir i va pronunciar un discurs improvisat que va donar notícies de la mort de King. Reconeixent les emocions de l'audiència, Kennedy es va referir al seu propi dolor per l'assassinat de Martin Luther King i, citant un passatge de l'obra Agamèmnon (en traducció), va dir: «El meu poeta preferit era Èsquil. I una vegada va escriure: «Fins i tot en el nostre somni, el dolor que no pot oblidar cau gota a gota sobre el cor, fins que en la nostra pròpia voluntat, la desesperació, la gràcia, en contra». El que necessitem als Estats Units no és la divisió; el que necessitem als Estats Units no és la violència i l'anarquia, sinó l'amor i la saviesa, i un sentiment de justícia envers els que encara pateixen al nostre país, siguin blancs o negres; ... Dediquem-nos al que van escriure els grecs fa tants anys: domar la salvatgesia de l'home i suavitzar la vida d'aquest món». La cita d'Èsquil es va inscriure més tard en un monument a la tomba de Robert Kennedy després del seu propi assassinat.